# Team BS
Team BS — музыкальный проект французского рэп-музыканта La Fouine, основанный в 2013 году. BS в названии проекта — это сокращение лейбла Banlieue Sale, на котором записывались треки команды.
В составе проекта выступали La Fouine, Fababy, Sultan и вокалистка Синди, а его продюсированием занимался Паскаль Лемэр, он же DJ Skalp.
В 2013 году сингл группы Team BS (также известный как Vrai frères) впервые попал в популярные чарты.
В 2014 году команда выпустила следующий сингл под названием Case départ.
В 2015 году вокалистка Синди покинула проект и начала сольную карьеру.

## Альбом
| Год  | Альбом  | Пиковые позиции | Пиковые позиции | Пиковые позиции |
| Год  | Альбом  | FR              | BEL (Vl)        | BEL (Wa)        |
| ---- | ------- | --------------- | --------------- | --------------- |
| 2014 | Team BS | 5               | 168             | 26              |

## Синглы
| Дата         | Сингл         |
| ------------ | ------------- |
| Декабрь 2013 | «Team BS»     |
| Январь 2014  | «Case départ» |
| Март 2014    | «1.2.3.»      |
| Март 2014    | «Fierté»      |
| Март 2014    | «Ma verité»   |
| Март 2014    | «Je rappe»    |